# Тихоновка (Людиновський район)
Тихоновка (рос. Тихоновка) — присілок в Людиновському районі Калузької області Російської Федерації.
Населення становить 11 осіб. Входить до складу муніципального утворення Присілок Маніно.

## Історія
Від 2004 року входить до складу муніципального утворення Присілок Маніно.

## Населення
| 2002 | 2010 |
| ---- | ---- |
| 22   | ↘11  |